# Sabine Sinjen
Sabine Sinjen est une actrice allemande, née le 18 août 1942 à Itzehoe et morte le 18 mai 1995 à Berlin.
En France, elle est notoirement connue pour son rôle de la jeune protégée de Lino Ventura dans le film Les Tontons flingueurs.

## Biographie
Sabine Sinjen débute en Allemagne, en incarnant plusieurs rôles successifs d'adolescente. En parallèle, elle joue beaucoup pour le théâtre et la télévision. Elle débute au cinéma en 1957 dans le film Les Frénétiques (Die Frühreifen) dans le rôle d'une jeune énamourée. Le producteur Artur Brauner souhaite dès lors la cantonner dans cet emploi mais elle refuse et tente sa chance en France.
Elle y est principalement connue en France pour avoir incarné Patricia, la fille du « Mexicain », dans Les Tontons flingueurs de Georges Lautner. Pour ce film, sa voix est doublée en studio, par Valérie Lagrange.
En 1963, Sabine Singen épouse le réalisateur et acteur allemand Peter Beauvais, ils divorceront par la suite.
De retour en Allemagne, elle travaille à nouveau pour le théâtre et la télévision, malgré sa maladie, notamment dans la série de télévision Tatort.
En 1984, elle perd son œil droit du fait d'une tumeur. Elle meurt d'un cancer en 1995, à l'âge de 52 ans. 
Son autobiographie Wenn der Vorhang fällt (Quand le rideau tombe) est publiée en 1998.

## Filmographie
- 1957 : Die große Chance de Hans Quest
- 1957 : Les Frénétiques (Die Frühreifen) de Josef von Báky
- 1957 : Das Geheimis de Werner Völger (film télévision 11 novembre 1957)
- 1958 : L’Ange sale (Schmutziger Engel) d'Alfred Vohrer
- 1958 : Jeunes Filles en uniforme (Mädchen in Uniform) de Géza von Radványi
- 1958 : Une gamine précoce (Stefanie) de Josef von Báky
- 1959 : Marili de Josef von Báky
- 1959 : Vieil Heidelberg (Alt Heidelberg) d'Ernst Marischka
- 1959 : Cambriolage en musique (Kein Engel ist so rein) de Wolfgang Becker
- 1960 : Le Verre d'eau (Das Glas Wasser) d'Helmut Käutner
- 1960 : Stéphanie à Rio (Stefanie in Rio) de Curtis Bernhardt
- 1960 : Sabine und die 100 Männer (Cent hommes et une jeune fille) de Wilhelm Thiele
- 1961 : Napoléon II, l'aiglon de Claude Boissol
- 1961 : Sixième Étage (de) (Im sechsten Stock) de John Olden
- 1962 : Christelle et l'empereur (Die Försterchristel) de Franz Josef Gottlieb
- 1963 : Les Tontons flingueurs de Georges Lautner : Patricia, la fille de Louis « le Mexicain »
- 1963 : Les Pirates du Mississippi (Die Fußpiraten vom Mississippi) de Jürgen Roland
- 1966 : Es d'Ulrich Schamoni
- 1967 : Alle Jahre wieder d'Ulrich Schamoni
- 1969 : Les Rats
- 1970 : Wir – zwei (de) d'Ulrich Schamoni
- 1971 : Tatort : Kressin und der tote Mann im Fleet (de) de Peter Beauvais (TV)
- 1973 : Comme il vous plaira
- 1973 : Am Wege de Peter Beauvais
- 1983 : Die Schwärmer de Hans Neuenfels
- 1984 : Die Familie oder Schroffenstein, de Hans Neuenfels
- 1984 : Les Nuées
- 1986 : Caspar David Friedrich - Frontière du temps (Caspar David Friedrich : Grenzen der Zeit) de Peter Schamoni
- 1987 : Le Pantalon
- 1992 : La Maison dans les genêts
- 1993 : Sarabande (Das Haus im Ginster) de Gottfried Junker